# مقاطعة ماسال
مقاطعة ماسال (بالفارسية: شهرستان ماسال‏) هي إحدى مقاطعات محافظة غيلان في إيران. عاصمة المقاطعة هي ماسال. بلغ التعداد السكاني للمقاطعة عام 2006 47,648 نسمة في 12,328 عائلة.